# Colombe Kang Wan-suk
Colombe Kang Wan-suk est une laïque chrétienne coréenne, catéchiste martyre, née en 1761 à Naepo dans le Chungcheong en Corée, morte décapitée le 2 juillet 1801 à Séoul.
Son martyre est reconnu par l'Église catholique, elle est appelée vénérable. Elle est ensuite béatifiée par le pape François le 16 août 2014.
La bienheureuse Colombe Kang Wan-suk est fêtée personnellement le 2 juillet et le 20 septembre avec les martyrs de Corée.

## Biographie
Kang Wan-suk naît à Naepo, dans la province du Chungcheong en Corée, en 1761,, hors mariage, au sein d'une famille noble. Dès son enfance, elle se montre sage et honnête ; elle évite tout acte répréhensible.
Devenue grande, Kang Wan-suk est la deuxième épouse de Hong Ji-yeong, qui vit dans la région de Deoksan. Après son mariage, elle entend parler de la religion catholique et s'y intéresse. Elle se procure des livres catholiques et les lit. Dans son esprit, la foi catholique lui apparaît grande, et son nom cohérent avec la doctrine qu'elle professe.
Elle se met à croire fortement à la religion catholique, et pratique une vie de charité et d'oubli d'elle-même, suscitant l'admiration. Elle s'occupe des catholiques emprisonnés lors de la persécution de 1791, non sans risques ; elle est même une fois emprisonnée. Elle enseigne le catéchisme catholique à sa belle-mère et à son beau-fils, Philippe Hong Pil-ju, et elle les présente à l'Église. Elle essaye aussi, mais sans succès, de convertir son mari. Celui-ci la maltraite à cause de sa foi, et finalement la quitte au profit d'une concubine.
Ayant appris que les catholiques de Séoul connaissent bien le catéchisme, elle consulte sa belle-mère et son beau-fils Philip Hong, puis décide de s'installer à Séoul. Elle y contacte les croyants et s'associe à eux. Lorsque les catholiques coréens lancent un mouvement pour inviter des prêtres à venir en Corée, elle apporte le soutien financier à leur entreprise.
Elle est baptisée, sous le prénom de Colombe, par le père Jacques Zhou Wen-mo venu en Corée à la fin de 1794. Colombe Kang s'engage à l'aider dans son apostolat. Le père Jacques Zhou, reconnaissant ses qualités et sa sincérité, la nomme catéchiste pour aider les croyants.
Lors de la persécution de 1795, Colombe Kang offre sa maison au père Jacques Zhou comme refuge. Sa maison est assez sûre car la coutume coréenne de l'époque interdit toute enquête sur une maison dont la propriétaire est une femme noble. Colombe Kang déménage souvent ensuite pour la sécurité du père Jacques Zhou, et chacun de ses nouveaux logis sert de lieu de rassemblement pour les catholiques. C'est dans la maison de Colombe Kang qu'Agathe Yun Jeom-hye dirige une communauté de femmes vierges consacrées.
Par sa sagesse et sa vivacité d'esprit, Colombe Kang influence et convertit de nombreuses personnes, de toutes conditions sociales, aussi bien des femmes nobles, des veuves, des domestiques et des femmes de chambre. C'est grâce à elle que Marie Song et sa belle-fille Marie Sin, apparentées à la famille royale, reçoivent le baptême. Les activités apostoliques de Colombe Kang et sa sagesse deviennent proverbiales auprès des croyants.
Elle est dénoncée comme croyante lors de la persécution de 1801, et arrêtée chez elle le 6 avril en même temps que les autres croyants qui s'y trouvent. Elle est emmenée au siège de la police à Séoul. Elle interrogée et torturée à six reprises, pour la forcer à dire où se trouve le père Jacques Zhou, mais en vain. Sa foi en Dieu est si ferme que même les bourreaux en sont émus. Pendant ses trois mois de prison, Colombe Kang continue à observer ses devoirs religieux, se prépare au martyre et encourage ses compagnons de captivité à rester fidèles dans la foi et la confiance en Dieu.
Colombe Kang Wan-suk est condamnée à mort et décapitée le 2 juillet 1801 à Séoul, à la Petite porte de l'Ouest,, en même temps que d'autres croyants, dont Suzanne Kang Gyeong-bok et Juliane Kim Yeon-i.

## Béatification
Colombe Kang Wan-suk est reconnue martyre par décret du Saint-Siège du 7 février 2014 et ainsi proclamée vénérable.
Elle est ensuite béatifiée le 15 août 2014 par le pape François avec 124 autres martyrs de Corée.
La bienheureuse Colombe Kang Wan-suk est fêtée localement le 2 juillet, jour anniversaire de sa mort, et le 20 septembre, jour de commémoration des martyrs de Corée.